# Mar presencial

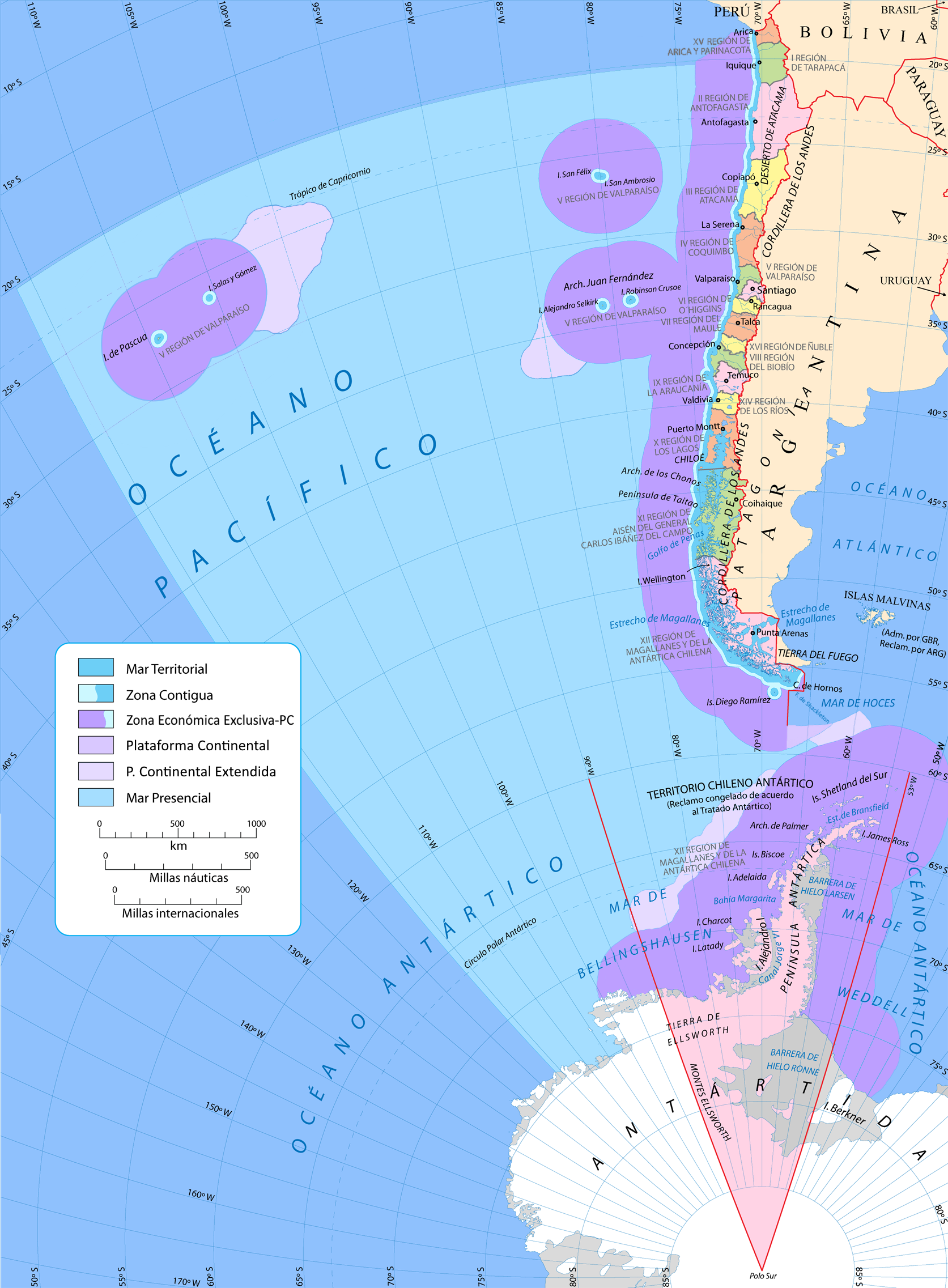
Un ejemplo de mar presencial: en color celeste, el sector que el estado chileno delineó como su propio mar presencial.

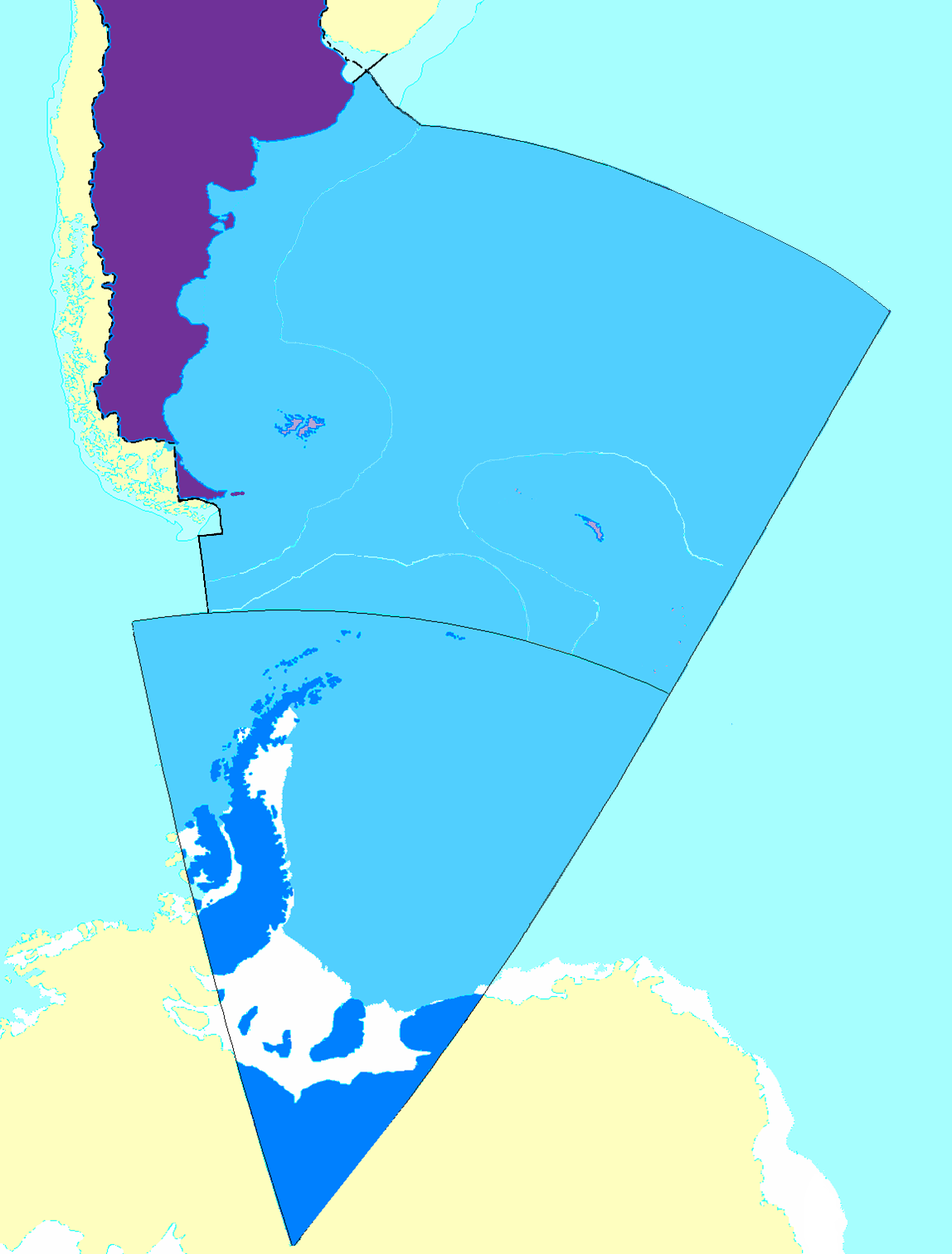
Mar de Resguardo Patrimonial Argentino, según el proyecto de ley del senador argentino Mariano Utrera. Se incluyen dentro de sus límites tanto diversas áreas exclusivas como áreas en litigio, reivindicadas y alta mar.

El mar presencial o mar de resguardo patrimonial es el espacio marítimo que un determinado país ribereño demarca, tras una apreciación oceanopolítica, con el objeto de señalar a terceros su zona de influencia en la alta mar adyacente a su zona económica exclusiva, en donde sus intereses estuvieran o pudieran estar involucrados directamente.
Sin pretensiones de soberanía, al hacer una delimitación que incluye la ocupación efectiva de la alta mar contigua a su respectivo territorio oceánico, el estado costero pone de manifiesto el interés por preservar dicha área de usos abusivos o de determinadas actividades que, por su cercanía, puedan afectar a los recursos marinos que habitan en sus aguas, en especial, cautelando los altamente migratorios recursos pesqueros transzonales de la depredación, y la contaminación del hábitat marino.

## Características
Se trata de una declaración de intereses de dicho estado, sin desconocer la situación jurídica de «mar internacional» de los espacios marítimos señalados, de acuerdo a la Convención del Mar, en el marco de libertades de la alta mar.
Conlleva el objetivo de una explotación racional de los recursos, evitando su depredación y la posterior ruptura del delicado equilibrio biológico marino.
Parte de la idea de que existe una soberanía de subsistencia para cada país ribereño, y si se intercepta y depreda el recurso marino en alta mar, antes de que penetre en las ZEE y mares territoriales de los estados ribereños, estos se ven privados de recursos marinos que de otra manera se capturarían en sus aguas jurisdiccionales.
Según ella, un estado puede impedir recalar en sus puertos a los buques que estén depredando su mar presencial.
La concepción de esta teoría en parte se debilitó a causa del Acuerdo de Nueva York (1995), el cual versó sobre el manejo de las especies tranzonales y altamente migratorias desde la alta mar hacia las ZEE. 
El conflicto causado por la captura de un buque español por las fuerzas militares de Canadá, generó posteriormente la aplicación concreta de la teoría del mar presencial.

## Origen del concepto
La «teoría del mar presencial» fue ideada por quien fuera comandante en jefe de la Armada de Chile, el almirante Jorge Martínez Busch, y presentada en clase magistral el 4 de mayo de 1990, y ampliada en la del 2 de mayo de 1991. Su definición, posteriormente se adaptó bajo un concepto más general, de mayor utilidad, y aplicable a los estados ribereños de todo el mundo.
La investigadora Dalton, del Departamento de Defensa de los Estados Unidos, definió el término de mar presencial como 

...un tipo de zona adyacente a la zona económica exclusiva en que el estado puede prevenir violaciones a su pesca, investigación e intereses de explotación de recursos en la zona económica exclusiva.

## Países que han manifestado intereses presenciales

### Chile
Chile fue el creador de esta teoría, y el pionero en el año 1991 en implementarla mediante la ley N°19080. En ella se define, en el artículo 1 inciso final, el concepto de «mar presencial» para el cuadrante suroriental del océano Pacífico: 

Es aquel espacio oceánico comprendido entre el límite de la Zonas Económicas Exclusivas que generan las islas chilenas al interior de dicho espacio marítimo.

Chile mantiene con la Unión Europea por esta causa una controversia por la albacora o pez espada. En los acuerdos preliminares alcanzados se dio respaldo internacional a la teoría del mar presencial.
El concepto de “mar presencial” jurídicamente ha sido puesto en práctica por la legislación chilena en la Ley General de Pesca, en la Ley de Bases Generales del Medio Ambiente y en la Ley de Seguridad Nuclear.

### Colombia, Ecuador, Perú
En el año 1997, mediante el llamado “Acuerdo Marco para la Conservación de los Recursos Vivos Marinos en la Alta Mar del Pacífico Sudeste” o «Acuerdo de Galápagos», Colombia, Ecuador, Perú, y Chile han propuesto un «Mar Presencial Regional de la CPPS» (Comisión Permanente del Pacífico Sur). En dicho acuerdo se pretende proteger a algunas especies de peces migratorios incluso en la alta mar.

### Argentina
La Argentina ha tenido un intento de delimitación de sus espacios marítimos presenciales bajo el proyecto de ley del senador Mariano Utrera, denominado: «Fijación de los límites del Mar de Resguardo Patrimonial Argentino». Fue presentado al Senado y la Cámara de Diputados el 27 de noviembre de 1987.
Su artículo 1 lo definía así: 

Denomínase Mar de Resguardo Patrimonial Argentino a la extensión oceánica comprendida dentro de los siguientes límites:
- a) A partir del punto F del deslinde marítimo establecido con la República de Chile, por el denominado Tratado de Paz y Amistad ratificado por ley 23172, situado sobre el meridiano del cabo de Hornos 67°16'O Gr., se prolongará por el mismo meridiano en dirección al Sur, hasta tocar el paralelo 60°S.
- b) Desde este punto seguirá por dicho paralelo de 60°S hasta su intersección con el meridiano 74°O Gr., que sirve de delimitación a nuestro territorio antártico y continúa en dirección Sur hasta el polo Sur geográfico, en latitud 90° S.
- c) Desde esta latitud el meridiano 25°O Gr. que asciende hasta el paralelo 60°S, se prolonga hacia el Norte hasta su intersección con el paralelo 37°53'S, correspondiente al punto más austral del límite lateral marítimo fijado por el artículo 70 del Tratado con la República Oriental del Uruguay de fecha 19 de noviembre de 1973, ratificado por ley 20645.
- d) Este último paralelo desde el referido punto marítimo, y el lateral marítimo con la República Oriental del Uruguay del artículo 70 del tratado del 19 de noviembre de 1973, hasta el punto medio de la línea de base recta que une la punta Rasa del cabo San Antonio con Punta del Este...

El 30 de abril de 1989, el mismo caducó sin lograr que fuera tratado. El concepto también fue desarrollado en el postulado denominado "La Milla 201".

### Canadá
Un conflicto generó la aplicación concreta de la teoría. Canadá, mediante el uso de la fuerza, apresó y decomisó la carga del buque arrastrero español «Estai» en el mar adyacente a su ZEE. Esto hizo que también se involucre la Comunidad Europea. Finalmente se impuso Canadá, por lo cual España tuvo que pagar una fuerte multa.